# Ostrov pokladů

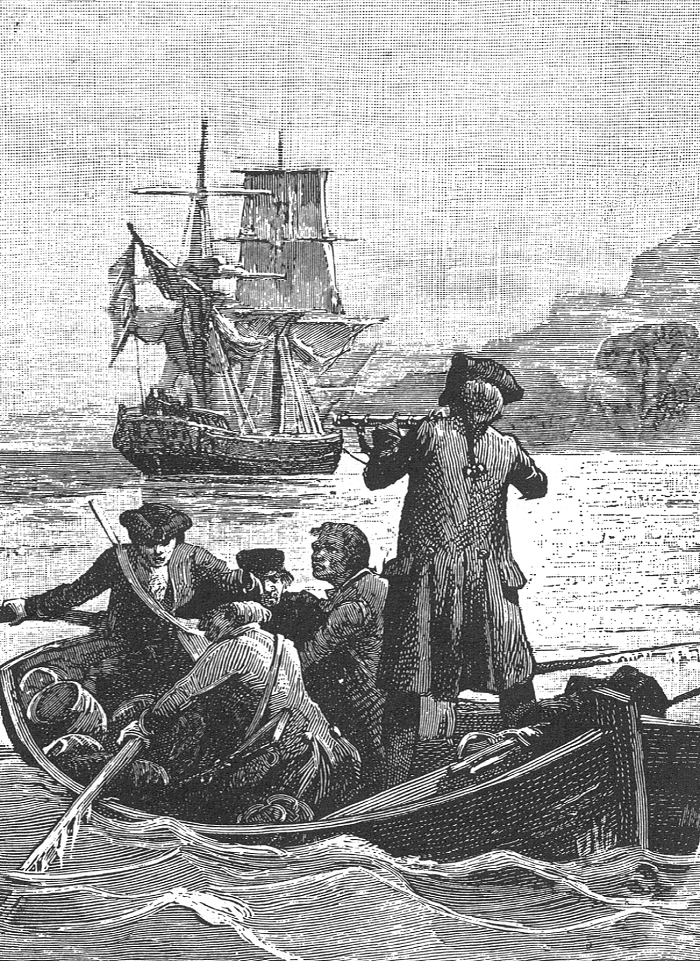
Treasure Island, původní ilustrace Georga Rouxe

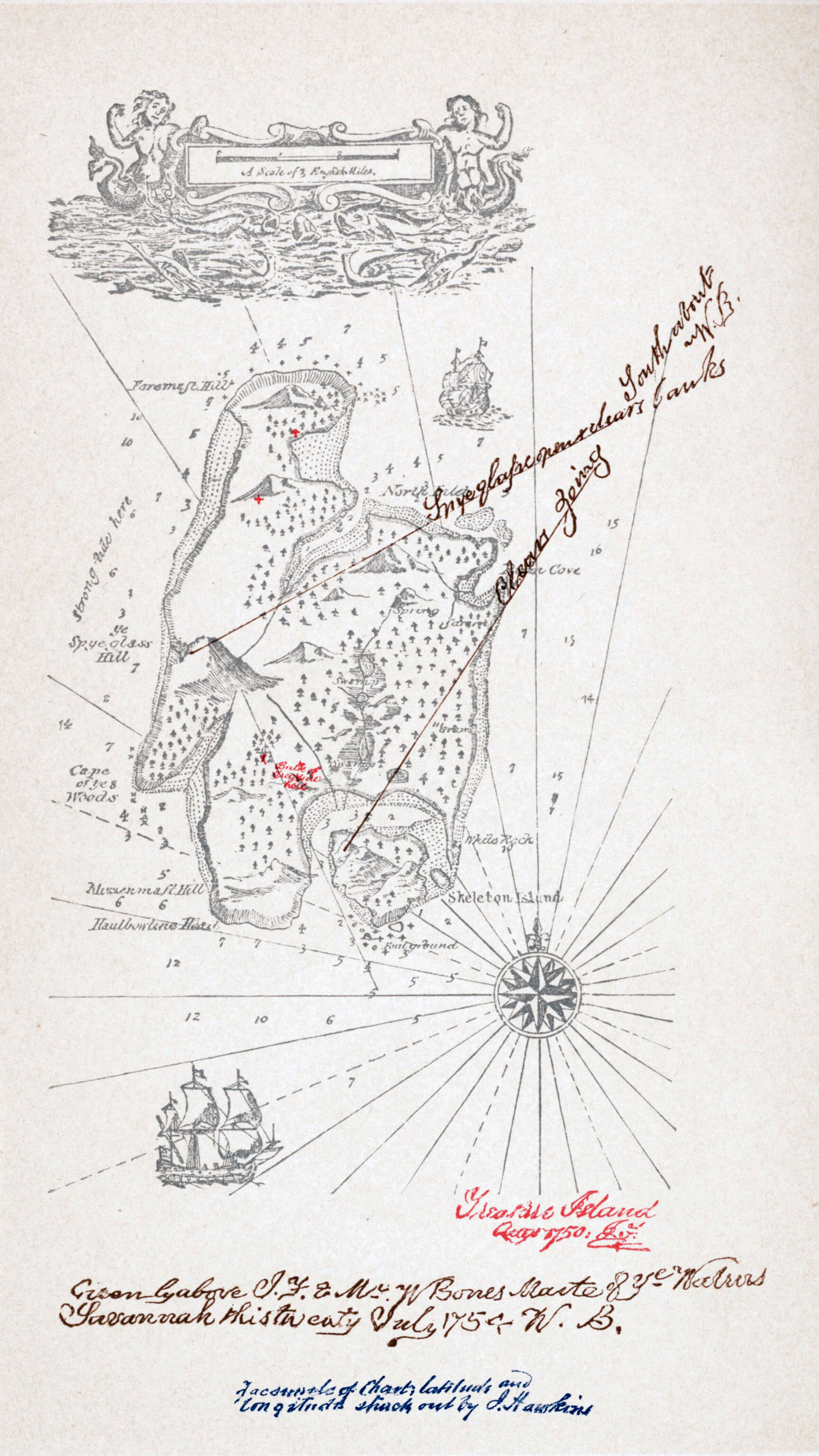
Mapa Ostrova pokladů od Roberta Louise Stevensona

Ostrov pokladů (anglicky Treasure Island, česky též jako Poklad na ostrově, nebo Zlatý ostrov, 1883) je nejznámější dílo skotského spisovatele Roberta Louise Stevensona. Jedná se o klasický pirátský příběh s pokladem, zakopaným na neznámém ostrově, který byl také mnohokrát zfilmován, upraven pro rozhlas i divadlo a motivy z něj se nacházejí i v dílech jiných autorů.

## Děj
Hlavní hrdina, mladík Jim Hawkins, zjistí, že muž, jenž zemřel v hostinci jeho matky, je starý bukanýr Bill Bones, který svým bývalým druhům ukradl mapu nepojmenovaného ostrova, kde je zakopán poklad slavného pirátského kapitána Flinta. Jim mapu nalezne mezi věcmi mrtvého a ukáže ji zemanovi Trelawneyovi a lékaři (a zároveň smírčímu soudci) Liveseyovi. Oba muži pak zorganizují námořní výpravu na lodi Hispaniola za pokladem, které se Jim zúčastní jako stevard a plavčík.
Přes varování kapitána Smolletta najme Trelawney jednonohého kuchaře Johna Silvera, řečeného Dlouhý, a na jeho doporučení i značnou část posádky. Během plavby Jim zjistí, že John Silver je bývalý pirát a že většina námořníků na lodi patří k bývalé Flintově posádce. Stačí ještě upozornit své přátele na připravovanou vzpouru, která pak skutečně propukne.
Na Ostrově kostlivců pak probíhá krutý boj mezi Jimovými přáteli a vzbouřenci. Přestože vzbouřenců je několikrát víc než těch, co zůstali věrní kapitánovi a majiteli lodi, záhy se poměr sil vyrovná, protože piráti se vraždí i mezi sebou. Z pirátů je nadán inteligencí jediný Dlouhý John Silver, který má sice přirozené vůdcovské schopnosti, ale zvládnout chamtivé piráty je i nad jeho síly.
Jim na ostrově potkává pomateného Bena Gunna, který zde byl piráty vysazen před několika lety. Pak se mu dokonce podaří vymanit z moci pirátů Hispaniolu. Při návratu ke svým přátelům je ale zajat Johnem Silverem. Ten ho naštěstí ušetří a Jim se tak stane rukojmím a nedobrovolným účastníkem hledání pokladu. Piráti však nevědí, že poklad dávno vykopal Ben Gunn a že na místě označeném na mapě na ně již čekají Jimovi přátelé. John Silver je zajat, poklad přenesen na Hispaniolu a piráti (kromě Johna Silvera) jsou ponecháni svému osudu na ostrově. John Silver se pak z lodi ztratí v jednom z karibských přístavů.

## Filmové adaptace
- 1934 Ostrov pokladů (anglicky Treasure Island), americký film. Režie: Victor Fleming, hrají: Wallace Beery, Jackie Cooper, Lionel Barrymore, Otto Kruger.
- 1950 Ostrov pokladů (anglicky Treasure Island), anglický film. Režie: Byron Haskin, hrají: Bobby Driscoll, Finlay Currie, Ralph Truman, Geoffrey Keen.
- 1972 Ostrov pokladů (anglicky Treasure Island), anglicko-španělsko-italsko-francouzský film. Režie: Andrea Bianchi, John Hough, hrají: Orson Welles, Walter Slezak, Rik Battaglia, Lionel Stander.
- 1986 Silverův návrat na ostrov pokladů (anglicky Return to Treasure Island), anglický televizní seriál, odehrávající se deset let po Ostrově pokladů. Režie: Piers Haggard, Alex Kirby, hrají: Brian Blessed, Kenneth Colley, José María Caffarel.
- 1990 Ostrov pokladů (anglicky Treasure Island), anglický TV film. Režie: Fraser Clarke Heston, hrají: Charlton Heston, Christian Bale, Oliver Reed, Christopher Lee, Richard Johnson, Julian Glover.
- 1996 Tajemný ostrov pokladů (anglicky Muppet Treasure Island), americký film. Režie: Brian Henson, hrají: Tim Curry, Jennifer Saunders, Billy Connolly.
- 1999 Ostrov pokladů (anglicky Treasure Island), anglický film. Režie: Peter Rowe, hrají: Jack Palance, Kevin Zegers.
- 2007 Ostrov pokladů (anglicky Treasure Island), anglicko-francouzsko-maďarský film. Režie: Alain Berberian, hrají: Alice Taglioniová, Gérard Jugnot, Jean-Paul Rouve.

## Česká vydání
- Zlatý ostrov, Josef R. Vilímek, Praha 1901, přeložil Václav Beneš Šumavský, znovu 1925.
- Poklad na ostrově, Alois Hynek, Praha 1902, přeložil Jan Váňa.
- Ostrov pokladů, Antonín Svěcený, Praha 1916, přeložil G. Horlivý, znovu 1922.
- Ostrov pokladů, Ladislav Kuncíř, Praha 1924, přeložila Jitka Procházková.
- Ostrov pokladů, Karel Nosek, Praha 1930, přeložila Zdenka Mathesiová.
- Poklad na ostrově, Melantrich, Praha 1930, přeložil Jan Čep, znovu Práce, Praha 1947.
- Poklad na ostrově, Vyšehrad, Praha 1949, přeložila Hana Šnajdrová, znovu 1950 a 1980.
- Ostrov pokladů, SNKLHU, Praha 1954, přeložili Marie Fantová a Prokop Voskovec, znovu 1957.
- Poklad na ostrově, SNDK, Praha 1954, přeložila Hana Šnajdrová, znovu 1957, 1961, 1964,
- Ostrov pokladů, Odeon, Praha 1967, přeložil Aloys Skoumal, znovu 1971.
- Poklad na ostrově, Albatros, Praha 1969, přeložila Hana Šnajdrová, znovu 1972, 1974, 1984, 1989 a 1996.
- Ostrov pokladů, Toužimský a Moravec, Praha 1999, přeložil Gustav Kadlec.
- Poklad na ostrově, BB art, Praha 1999, přeložil Ondřej Müller.
- Ostrov pokladů, Aventinum, Praha 2003, volně převyprávěl Vratislav Šťovíček.
- Ostrov pokladů, Nava, Plzeň 2005, překladatel neuveden.
- Ostrov pokladů, Knižní klub, Praha 2008, přeložil Aloys Skoumal, znovu 2013.
- Ostrov pokladů, Omega, Praha 2018, přeložil Aloys Skoumal.